# Кінашівська сільська рада
| Кінашівська сільська рада — орган місцевого самоврядування у Галицькому районі Івано-Франківської області з адміністративним центром у с. Кінашів. Історична дата утворення: в 1944 році. Водоймища на території, підпорядкованій даній раді: річка Уїздівський потік. Сільській раді підпорядковані населені пункти: - с. Кінашів |

## Склад ради
Рада складається з 16 депутатів та голови.

### Керівний склад ради
| ПІБ                       | Основні відомості                              | Дата обрання | Дата звільнення |
| ------------------------- | ---------------------------------------------- | ------------ | --------------- |
| Кіндрат Василь Степанович | Сільський голова, 2000 року народження, освіта | 26.03.2006   | 31.10.2010      |

Примітка: таблиця складена за даними джерела